# Gruta de Én

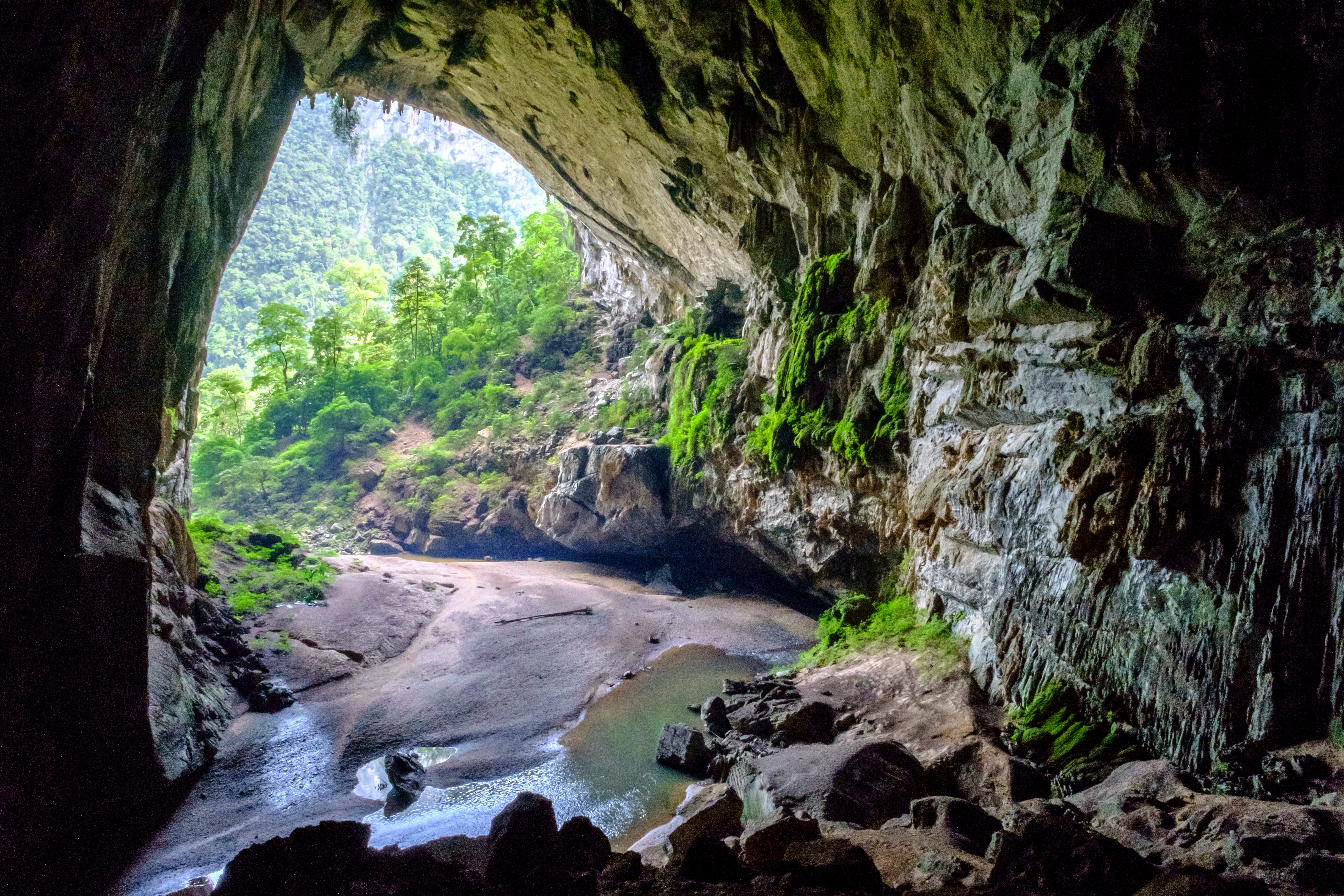
La gruta de Én

La Gruta de Én (vietnamita: Hang Én, la gruta de vencejo) es una cueva en la provincia de Quảng Bình, Vietnam. Está situada en el Parque nacional Phong Nha-Kẻ Bàng. Es la tercera cueva más grande del mundo, después de la cueva de Sơn Đoòng (en el mismo parque nacional) y la caverna Deer en Malasia.

## Descubrimiento
En febrero de 2016, la existencia de una larga caverna de 1645 m, con una anchura preliminar de 100 m, fue revelada al público en el parque nacional vietnamita de Phong Nha-Ke Bang.
La cueva pasa por una montaña de 1.645 metros, con una altura máxima de unos 100 metros, y una anchura máxima de 170 metros.